# Nerantziotissa (metropolitana di Atene)
Nerantziotissa (in greco: Σταθμός Νεραντζιώτισσας) è una stazione della linea 1 della metropolitana di Atene.

## Storia
La stazione venne attivata il 6 agosto 2004, su un tratto di linea risalente al 1957.